# Swanton (Nebraska)
Swanton – wieś w Stanach Zjednoczonych, w stanie Nebraska, w hrabstwie Saline.